# Koos Kleijnenberg

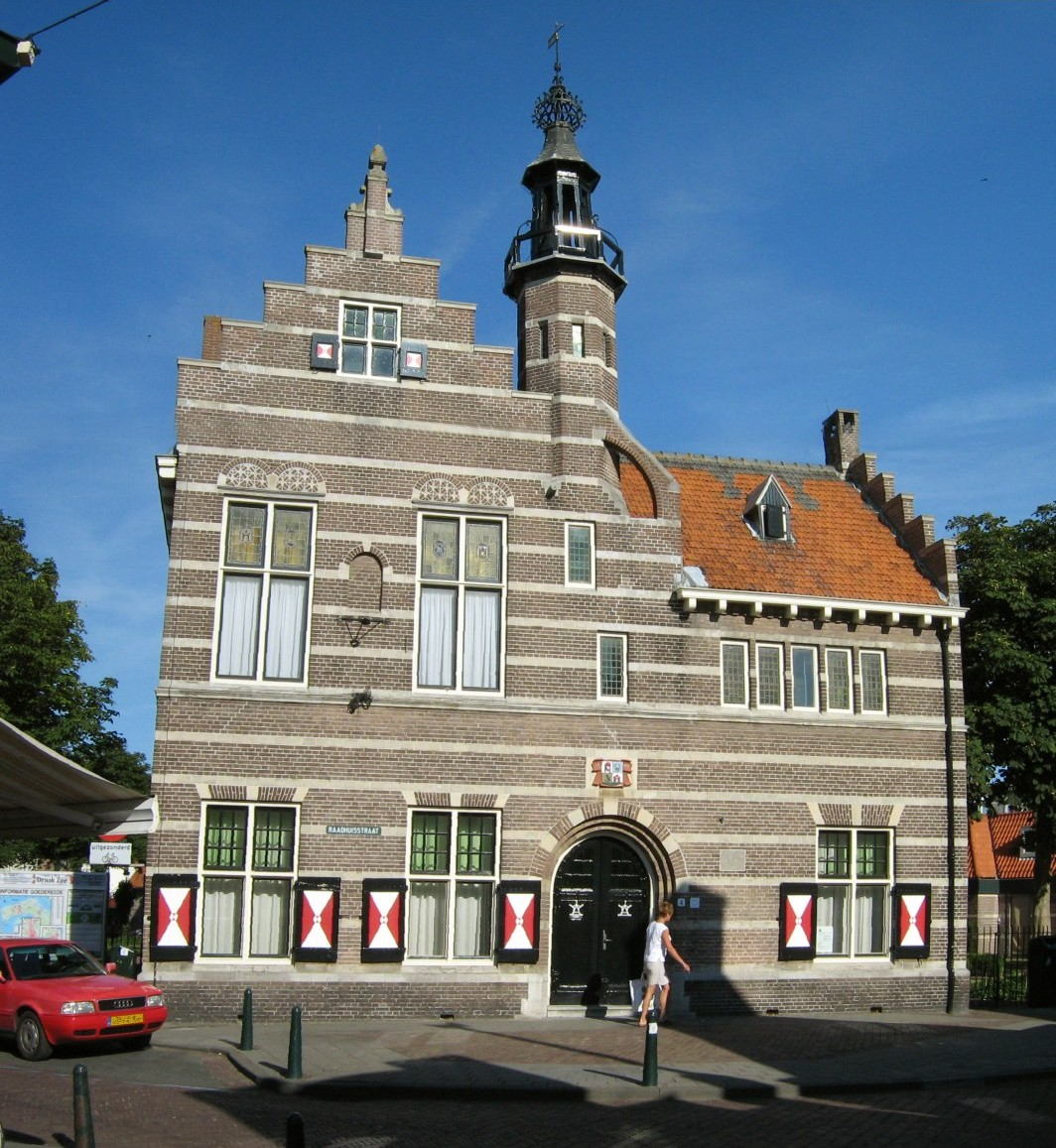
Het raadhuis van de voormalige gemeente Ouddorp

Jacobus Abraham (Koos) Kleijnenberg (Melissant, 2 maart 1901 – Bilthoven, 3 november 1988) was burgemeester van de voormalige gemeente Ouddorp van 1947 tot 1966 en waarnemend burgemeester van Goedereede (1961-1966) en Stellendam (1961-1964).

## Biografie
Koos Kleijnenberg is geboren in Melissant. Op latere leeftijd bedrijft hij samen met Dingeman Leijdens een veehouderij aan de Molendijk. Verder is hij plaatselijk organist, zondagschoolonderwijzer en actief lid van de CHU. In november 1947 wordt hij waarnemend burgemeester van de gemeente Ouddorp en in november 1950 wordt hij daar alsnog benoemd tot burgemeester. Gedurende de ruim 15 jaar dat hij daar burgemeester is, verandert het zeer kerkelijke dorp van een besloten gemeenschap naar een toeristisch dorp. Dit gaf tegenstellingen in het dorp die ook nu nog goed te merken zijn. De kleine christelijke partijen hadden een meerderheid in de 13 zetels tellende gemeenteraad en blokkeerden vele voorstellen voor toeristische voorzieningen, daar de zondagsrust snel in het geding kwam. In januari 1961 wordt Kleijnenberg tevens waarnemend burgemeester van Goedereede en Stellendam (deze twee gemeenten hadden daarvoor ook al een gezamenlijke burgemeester). Op 20 november 1964 wordt hij echter ontheven uit zijn functie als waarnemend burgemeester van de gemeente Stellendam door de Commissaris der Koningin Jan Klaasesz. Mr. Dr. C.J. Verplanke, burgemeester te 's-Gravendeel, wordt tot waarnemend burgemeester benoemd. Op 1 januari 1966 worden de gemeenten Stellendam, Ouddorp en Goedereede samengevoegd tot de gemeente Goedereede gerealiseerd en op die datum gaat Kleijnenberg met pensioen. Dr. Verplanke wordt waarnemend burgemeester van de fusiegemeente en beëindigt zijn waarneming per 1 april 1966, wanneer Dhr. H.J. Smith als burgemeester van Goedereede wordt benoemd.  
Tijdens het burgemeesterschap van Kleijnenberg vindt de watersnoodramp van 1953 plaats. Er verdrinkt een persoon in Ouddorp, maar de schade is (vooral aan de havenkant) aanzienlijk. Verder verdrinkt in 1949 een domineesechtpaar bij het strand wat de aanleiding is tot de oprichting van de Ouddorpse Reddingsbrigade. In 1955 wordt Ouddorp aangesloten op het waterleidingnet als een van de laatste gemeenten in Nederland. Ook wordt op het initiatief van Kleijnenberg de vrijwillige brandweer ter plaatse opgericht.
Na zijn pensionering gaat hij met zijn echtgenote wonen in Veenendaal, Sliedrecht en ten slotte in Bilthoven, alwaar hij in 1988 is overleden.